# Kothi (gênero)
No subcontinente indiano, kothi é um termo para um homem ou menino que assume um papel "efeminado" em relacionamentos entre pessoas do mesmo sexo, geralmente com o desejo de ser o parceiro receptivo na relação sexual. As origens do termo não são claras. O significado original era pretendido como uma calúnia, semelhante a "bicha" ou "maricas". Equivalentes locais incluem durani (Calcutá), menaka (Cochin), meti (Nepal) e zenana (Paquistão).[carece de fontes?] Os parceiros masculinos que realizam os atos de penetração são conhecidos como panthi.
Os kothis diferem dos hijras porque não vivem no tipo de comunidades intencionais geralmente vivem. Eles são semelhantes aos hijras no fato de que podem ter um amante do mesmo sexo por um período de tempo e podem prestar favores sexuais a homens por meio da prostituição.
Outras fontes afirmam que o termo kothi é um termo abrangente para homens na Índia que não se conformam com seu gênero social, onde o termo kothi incluiria a identidade de hijra, entre outros.